# Camí de Zanzíbar
 Camí de Zanzíbar  (original: Road to Zanzibar) és una pel·lícula estatunidenca dirigida per Victor Schertzinger, estrenada el 1941 i doblada al català.

## Argument
De nou el trio de Road to Singapore (1940) -Crosby, Hope i Lamour- fusionen humor, romanticisme i cançó en un paisatge exòtic: aquesta vegada Àfrica.
Ara Crosby és un promotor de barraca de fira una mica pocavergonya que enganya els espectadors fent-los creure que Bob Hope és un prodigi de la naturalesa. Ambdós marxen fins a Zanzíbar, on trobaran una bella nadiua i buscaran una mina de diamants. Entre els seus moments més surrealistes destaca el de Bob Hope lluitant contra un goril·la en plena jungla.

## Repartiment
- Bing Crosby: Chuck Reardon
- Bob Hope: Hubert 'Fearless' Frazier
- Dorothy Lamour: Donna Latour
- Una Merkel: Julia Quimby
- Eric Blore: Charles Kimble
- Douglass Dumbrille: Slave trader
- Iris Adrian: La serventa francesa
- Lionel Royce: Monsieur Lebec
- Buck Woods: Thonga
- Leigh Whipper: Scarface
- Ernest Whitman: Whiteface
- Noble Johnson: Cap
- Joan Marsh: Dimples
- Lluís Alberni: Propietari de botiga autòctona